# Palazzo Spada

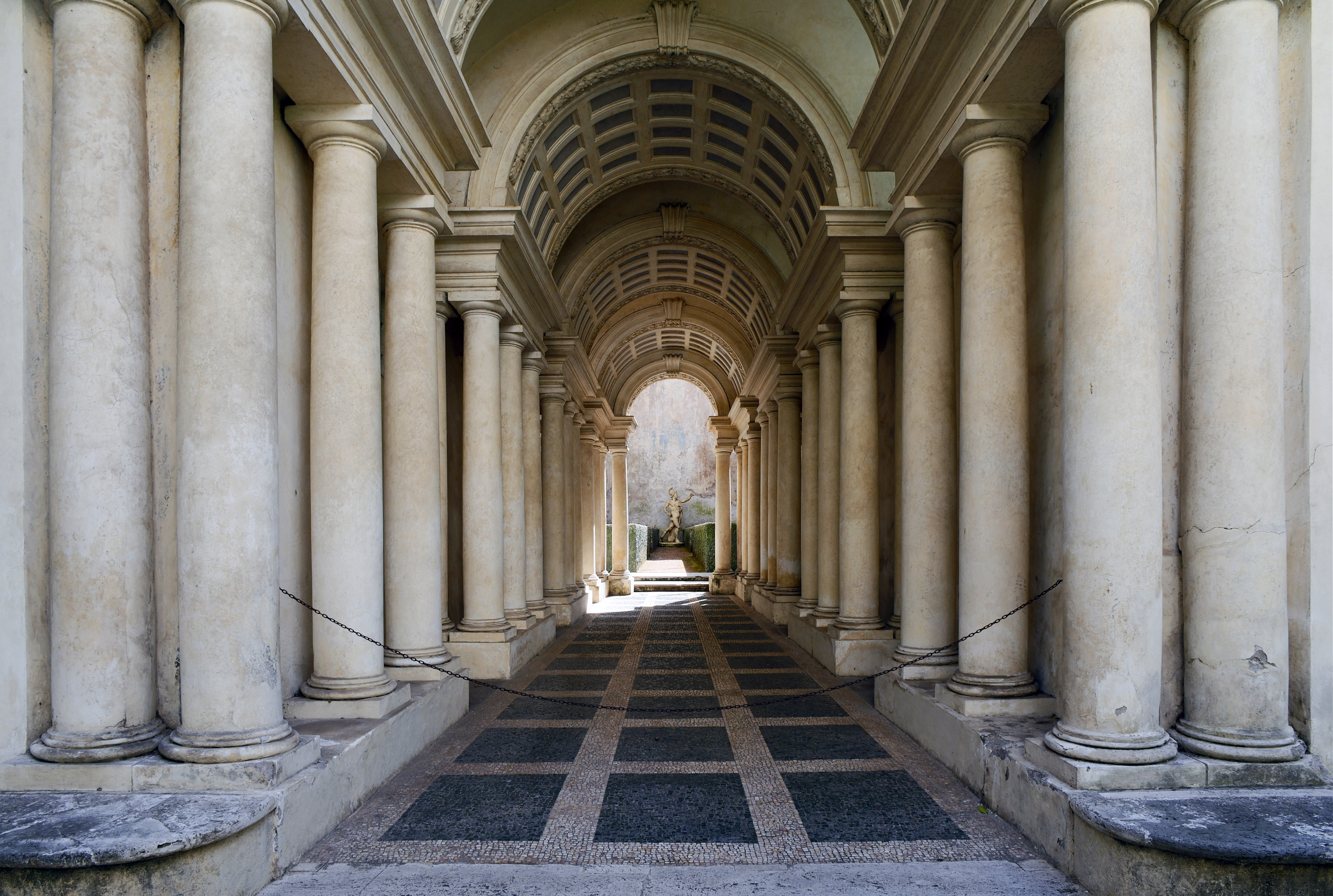
Perspectiva amb truc al palau, obra de Borromini. El passadís és molt més curt i l'escultura molt més petita del que sembla.

El Palau Spada (en italià, Palazzo Spada) és un palau a Roma (Itàlia), que guarda una col·lecció d'art molt important així com la Galeria Spada. Es troba al rione de Regola, concretament a la Plaza Capo di Ferro, 13, amb un jardí que dona al riu Tíber, molt a prop del Palau Farnese. És famós per la seva façana, i per la falsa perspectiva dissenyada per l'arquitecte Borromini.
Originàriament va ser construït el 1540 pel cardenal Girolamo Capodiferro. Bartolomeo Baronino, del Casale Monferrato, fou l'arquitecte, mentre que Giulio Mazzoni i el seu equip van proporcionar un luxós treball d'estuc tant dins com a fora de l'edifici. El palau fou adquirit pel Cardenal Spada el 1632 i aquest fou quei va encarregar a Francesco Borromini que el modifiqués per a ell, i fou Borromini qui va crear l'obra mestra de la falsa perspectiva en Trompe-l'oeil en el pati amb arcs, on files de columnes cada vegada d'una mida més petita i amb un terra que s'inclina cap amunt creen la il·lusió òptica d'una galeria de 37 metres de llarg, quan només és de 8, amb una escultura de mida natural al fons, quan en realitat només té 60 centímetres d'alt. Borromini va ser ajudat en aquest truc de perspectiva per un matemàtic.
La decoració escultòrica en estuc, d'estil manierista, que hi ha a la façana principal del palau i la del pati presenta escultures en fornícules i tot un repertori de fruites i flors, grotescos i vinyetes de mecanismes simbòlics (impresi) en baix relleu entre les petites finestres emmarcades d'un entresòl, cosa que la fa la façana més ricament decorada del cinquecento de Roma.

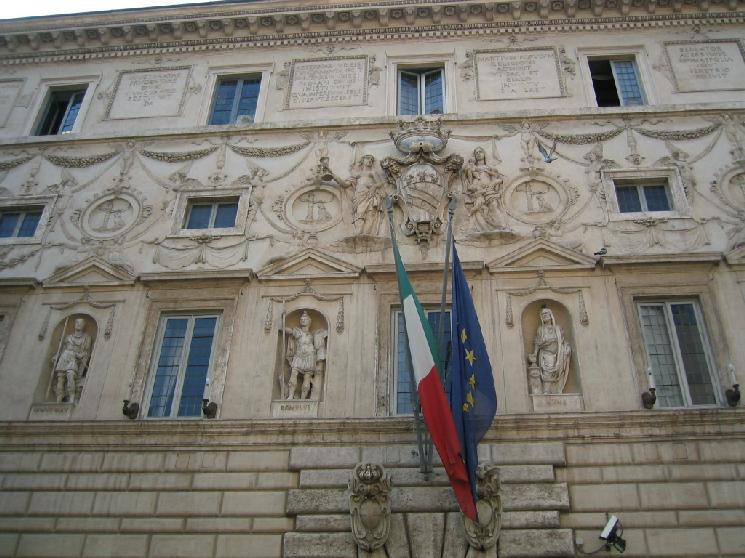
Detalls de la fraçana.

L'escultura colosal de Pompeu el Gran, que es va creure erròniament que era allà on havia caigut Juli Cèsar, va ser descoberta sota la paret mitgera de dues cases romanes el 1552. Per reclamació de les dues parts havia de ser decapitada i van apel·lar al cardenal Capodiferro, de manera que ell va intercedir davant del papa Juli III per defensar-la, el papa la va adquirir i llavors la va entregar al cardenal.
La col·lecció del cardenal Spada, que inclou quatre galeries de pintures dels segles xvi i xvii, amb obra d'Andrea del Sarto, Guido Reni, Tiziano, Jan Brueghel el Vell, Guercino, Rubens, Durero, Caravaggio, Domenichino, Annibale Carracci, Salvator Rosa, Parmigianino, Francesco Solimena, Michelangelo Cerquozzi, Pietro Testa, Giovanni Battista Gaulli, i Orazio i Artemisia Gentileschi té l'interès afegit que estan penjats i col·locats a la manera del segle xvii, és a dir, marc amb marc, amb pintures menors que "resquillen" sobre els més grans.
El Palau Spada fou comprat per l'Estat Italià el 1927 i actualment és la seu del Consell d'Estat, que es reuneix en les habitacions decorades amb estuc i frescos.

## Col·lecció
La família Spada va tenir un paper determinant en el desenvolupament del patrimoni artístic i va adquirir una col·lecció de pintura i escultura eclèctica que s'estén des del finals del segle xvi al segle xvii i que com ja s'ha dit es conserva al palau. D'entre aquests destaca:
- Bust de Laocoont, marbre blanc, atribuït a Gian Lorenzo Bernini,
- Guido Reni: Retrat del cardenal Bernardino Spada (1631),
- Orazio Gentileschi: David i el cap de Goliat (1610),
- Pietro Testa dit il Lucchesino : Al·legoria de la massacre dels innocents (1630-1640),
- Nicolas Régnier: David i el cap de Goliat (1624-1625),
- Guercino: La mort de Dido (1631), obra inicialment destinada a la col·lecció de Maria de Mèdici (regent de França).
- Bartolomeo Passarotti: El botànic
- Michelangelo Cerquozzi: La revolta de Masaniello (1648)
- Francesco Trevisani: El banquet de Marc Antoni i Cleopatra (1702).